# Nekrolog 1980
Nekrolog
◄◄
| ◄
| 1976
| 1977
| 1978
| 1979
| 1980 | 1981 | 1982 | 1983 | 1984 | ► | ►►
1. Quartal |
2. Quartal |
3. Quartal |
4. Quartal 
Weitere Ereignisse | Allgemeiner Nekrolog 1980
Die Beschreibung der verstorbenen Person sollte so kurz wie möglich gehalten sein und nur deren signifikante Tätigkeit(en) enthalten.
Neue Namen ggf. auch unter dem Geburts- und Sterbedatum, also etwa unter 1. Januar und im Geburts- und Sterbejahr (2024) eintragen (nur bei entsprechender großer Wichtigkeit). Für Beispiele siehe die schon vorhandenen Artikel.
Außerdem über die fünf zuletzt Verstorbenen, zu denen es einen ausreichend guten Artikel für eine Präsentation auf der Hauptseite gibt, nach der todesbedingten Überarbeitung der Artikel ggf. auch unter Wikipedia Diskussion:Hauptseite informieren und sie am besten auch in den anderen Wikipedia-Sprachversionen eintragen. Tipp: Regelmäßig bei news.google.de nach „ist tot“, „gestorben“ oder „verstorben“ suchen.
Wenn eine Person gestorben ist, gibt es viele Seiten zu dieser Person in der Wikipedia, die davon auch betroffen sind und entsprechend aktualisiert werden müssen. Beispiele: Namenübersichtsseite, Geburtsjahr, Geburtsort-Seiten und viele mehr.
Wie finde ich die betroffenen Seiten?
Im Suchfeld auf der linken Seite gibt man den Suchbegriff so ein: „Vorname Nachname“. Dann klickt man auf Volltext und alle Seiten mit entsprechendem Suchtext werden aufgerufen. Hier sieht man dann schnell, wo auch das Todesjahr Sinn macht oder sogar ein Teil des Artikels angepasst werden muss. Auch hilft das „Werkzeug“ auf der linken Seite sehr gut, um solche Seiten aufzufinden: „Links auf diese Seite“. Somit ist die Wikipedia wieder aktuell in allen Bereichen! Hinweis: bei Eintragung der Kategorie „Gestorben JAHR“ wird der Missbrauchsfilter 49 ausgelöst, was jedoch nicht schlimm ist. Siehe: Spezial:Missbrauchsfilter/49
Dies ist eine Liste von im Jahr 1980 verstorbenen bekannten Persönlichkeiten. Die Einträge erfolgen innerhalb der einzelnen Daten alphabetisch sortiert. Tiere sind im Nekrolog für Tiere zu finden.
Die Liste ist nach Quartalen aufgeteilt:
- Nekrolog 1. Quartal 1980: Januar, Februar und März
- Nekrolog 2. Quartal 1980: April, Mai und Juni
- Nekrolog 3. Quartal 1980: Juli, August und September
- Nekrolog 4. Quartal 1980: Oktober, November und Dezember

## Datum unbekannt
| Rosa Alarco Larrabure               | peruanische Musikwissenschaftlerin, Komponistin und Chorleiterin                                             |  |
| Marcello Albani                     | italienischer Filmregisseur und Drehbuchautor                                                                |  |
| Hasaan Ibn Ali                      | US-amerikanischer Jazzmusiker                                                                                |  |
| Fedor Altherr                       | Schweizer Architekt                                                                                          |  |
| Elfriede Arnold-Dinkler             | deutsche Kindergärtnerin und Pädagogin                                                                       |  |
| Josef Augustin                      | deutscher Volksmusiker                                                                                       |  |
| Alfredo Bai                         | italienischer Künstler                                                                                       |  |
| Hans Ballhausen                     | deutscher Pädagoge, Verlagslektor und Herausgeber                                                            |  |
| Oskar Barthold                      | deutscher Puppenspieler, Maler und Grafiker                                                                  |  |
| Ubaidullah Barzani                  | kurdischer Politiker                                                                                         |  |
| Glore Becker-Bettermann             | deutsche Malerin                                                                                             |  |
| Ali Benouna                         | algerisch-französischer Fußballspieler                                                                       |  |
| Johannes Bernhardt                  | deutscher Waffenhändler, Generalvertreter von Mannesmann in Spanisch-Marokko                                 |  |
| Franz Bieber                        | deutscher Motorradrennfahrer, Motorsportfunktionär und Unternehmer                                           |  |
| Louis Emile Bigman                  | gabunischer Politiker, Parlamentspräsident                                                                   |  |
| Anne Bous                           | deutsche Kinderbuchillustratorin                                                                             |  |
| Gaston Bouthoul                     | französischer Soziologe                                                                                      |  |
| Johannes Brockt                     | deutsch-österreichischer Musikwissenschaftler und Komponist                                                  |  |
| Hermann Brunner                     | deutscher Bauunternehmer                                                                                     |  |
| Dinorá de Carvalho                  | brasilianische Pianistin und Komponistin                                                                     |  |
| Jakow Nikolajewitsch Chalip         | sowjetischer Fotograf                                                                                        |  |
| James Chesney                       | katholischer Priester und mutmaßlicher Attentäter der IRA                                                    |  |
| Ferdinand de Grève                  | belgischer Beamter und Widerstandskämpfer                                                                    |  |
| Ernesto De Rosa                     | italienischer Autor und Filmregisseur                                                                        |  |
| Nikolaus Deichl                     | deutscher Kommunalpolitiker                                                                                  |  |
| Wilhelm Dick                        | tschechoslowakischer Skispringer                                                                             |  |
| Lucie Dikenmann-Balmer              | Schweizer Musikwissenschaftlerin                                                                             |  |
| Gerhard G. Dittrich                 | deutscher Architekt und Hochschullehrer                                                                      |  |
| Heinrich Dohrendorf                 | deutscher Wirtschaftswissenschaftler                                                                         |  |
| Nikolai Andrejewitsch Dolgorukow    | sowjetischer Grafiker und Journalist                                                                         |  |
| Enno Dugend                         | deutscher Komponist                                                                                          |  |
| Momolu Dukuly                       | liberianischer Politiker                                                                                     |  |
| Benjamin Durfee                     | US-amerikanischer Computeringenieur                                                                          |  |
| Jakob Uwadiae Egharevba             | nigerianischer Autor und Historiker                                                                          |  |
| Hans Joachim Flechtner              | deutscher Feuilletonist, Kulturkorrespondent und Autor                                                       |  |
| Muriel Freeman                      | britische Fechterin                                                                                          |  |
| Matthias Giljum                     | Verbandsfunktionär, Chefredakteur                                                                            |  |
| James Edward Gill                   | kanadischer Geologe                                                                                          |  |
| Georg Goldstein                     | deutscher Arzt und Pressefotograf                                                                            |  |
| Joseph Gottfarstein                 | Historiker u. Philologe                                                                                      |  |
| Alvin W. Gouldner                   | US-amerikanischer Soziologe                                                                                  |  |
| Oleg Sergeevič Grebenščikov         | russisch-jugoslawischer Balletttänzer, Komponist, Geograph, Geobotaniker, Forstwissenschaftler und Botaniker |  |
| Gustav Gugenbauer                   | österreichischer Kunsthistoriker                                                                             |  |
| Karl Gusenleitner                   | österreichischer Arzt                                                                                        |  |
| Pere Gussinyé i Gironella           | spanischer Maler                                                                                             |  |
| Imre Győrffy                        | ungarischer Radrennfahrer                                                                                    |  |
| Hachiya Michihiko                   | japanischer Arzt und Leiter eines Krankenhauses in Hiroshima                                                 |  |
| Hermann Hagen                       | deutscher Kommunalpolitiker                                                                                  |  |
| Edward Smith Craighill Handy        | US-amerikanischer Ethnologe                                                                                  |  |
| Hans Hartl                          | deutscher Innenarchitekt                                                                                     |  |
| Herman Otto Hartley                 | deutsch-amerikanischer Mathematiker                                                                          |  |
| Ernst Heinrich                      | deutscher Politiker, MdHB                                                                                    |  |
| Gordon Hendricks                    | US-amerikanischer Kunst- und Filmhistoriker                                                                  |  |
| Anna Herrmann                       | deutsche Politikerin (SPD)                                                                                   |  |
| Julius Hesemann                     | deutscher Geologe                                                                                            |  |
| Evamaria Heyse                      | deutsche Schauspielerin und Synchronsprecherin                                                               |  |
| Franz Hofer                         | deutscher Kameramann                                                                                         |  |
| Walter Hönn                         | deutscher Arzt und Heimatforscher                                                                            |  |
| Heinrich Horlbeck                   | deutscher Politiker (NSDAP), MdR                                                                             |  |
| Friedrich Jaspert                   | deutscher Architekt, Stadtplaner und Verwaltungsbeamter                                                      |  |
| Furio Jesi                          | italienischer Germanist, Mythenforscher und Autor                                                            |  |
| Arthur Morris Jones                 | britischer Musikwissenschaftler                                                                              |  |
| Helmut Kaldenhoff                   | deutscher Textilkünstler, Glasmaler und Kunstprofessor                                                       |  |
| Adelheid Koch                       | deutschbrasilianische Psychoanalytikerin                                                                     |  |
| Willy Krüger                        | deutscher Schauspieler                                                                                       |  |
| Bernhard Kummel                     | US-amerikanischer Paläontologe und Geologe                                                                   |  |
| Richard O. Latham                   | englischer Organist, Chorleiter, Komponist und Hochschullehrer                                               |  |
| Josef Franz Leppa                   | deutscher Schriftsteller                                                                                     |  |
| Min Chiu Li                         | chinesisch-US-amerikanischer Mediziner                                                                       |  |
| Robert Loriot                       | französischer Romanist und Dialektologe                                                                      |  |
| Othmar Lux                          | österreichischer Maler und Bildhauer                                                                         |  |
| Karl Mannzen                        | deutscher Jurist                                                                                             |  |
| Kurt Marohn                         | deutscher Architekt                                                                                          |  |
| Warren Marrison                     | kanadisch-US-amerikanischer Erfinder                                                                         |  |
| Bartomeu Mas i Collellmir           | spanischer Maler und Bildhauer                                                                               |  |
| Georgina Masson                     | britische Autorin und Fotografin                                                                             |  |
| Michael Maurer                      | deutscher Baumchirurg                                                                                        |  |
| Lothar Philipp Mayring              | deutscher Schriftsteller und Publizist                                                                       |  |
| Henry D. McKay                      | US-amerikanischer Soziologe und Kriminologe                                                                  |  |
| Karl Meirowsky                      | deutscher Kunsthistoriker und Kabarettist                                                                    |  |
| Zelda Metz-Kelbermann               | Überlebende des Vernichtungslagers Sobibór                                                                   |  |
| William Moise                       | US-amerikanischer grafischer Künstler                                                                        |  |
| Gerhard Moldenhauer                 | deutscher Romanist und Mediävist                                                                             |  |
| Hans-Georg Möller                   | deutscher Boogie-Woogie-Pianist                                                                              |  |
| Jean Moscopol                       | rumänischer Sänger der Zwischenkriegszeit                                                                    |  |
| Alexander Alexandrowitsch Nikolajew | russischer klassischer Pianist, Musikpädagoge und Musikwissenschaftler                                       |  |
| Georges Nyo                         | französischer Divisionsgeneral der Kolonialtruppe in Indochina                                               |  |
| Mohammad Omar                       | afghanischer Musiker                                                                                         |  |
| Dimitrios Partsalidis               | griechischer Politiker und Ministerpräsident                                                                 |  |
| Wolf Petersen                       | deutscher Schauspieler, Hörspiel- und Synchronsprecher                                                       |  |
| Hermann Pirich                      | deutscher Schriftsteller und Journalist                                                                      |  |
| Karl Poggensee                      | deutscher Raketentechniker                                                                                   |  |
| Heinz Puvogel                       | deutscher Unternehmer                                                                                        |  |
| Oskar Rebling                       | deutscher Musikhistoriker und Hochschullehrer                                                                |  |
| Germán L. Rennow Hay                | mexikanischer Botschafter                                                                                    |  |
| Alfred Richter                      | deutscher Gebrauchsgrafiker und Maler                                                                        |  |
| Paul Riege                          | deutscher SS-Gruppenführer und General in der Ordnungspolizei im Dritten Reich                               |  |
| Hermine Riss                        | österreichische Gerechte unter den Völkern                                                                   |  |
| Fritz Rosen                         | deutscher Grafiker                                                                                           |  |
| Barbara Rubin                       | US-amerikanische Experimentalfilmerin                                                                        |  |
| Carl Ruck                           | deutscher Hockeyspieler                                                                                      |  |
| Mario Ruffini                       | italienischer Romanist, Rumänist und Übersetzer                                                              |  |
| Elizabeth Rummel                    | deutsch-kanadische Umweltschützerin                                                                          |  |
| Frederick Sargent                   | US-amerikanischer Biometeorologe                                                                             |  |
| Benjamin Saúl                       | spanisch-salvadorianischer Künstler und Bildhauer                                                            |  |
| Demna Schengelaia                   | georgischer Schriftsteller                                                                                   |  |
| Joël Scherk                         | französischer Physiker                                                                                       |  |
| Ernst Schiffmann                    | deutscher Komponist                                                                                          |  |
| Friedrich Schössler                 | wolgadeutscher Dissident in der Sowjetunion                                                                  |  |
| Gottfried Schultz                   | deutscher Unternehmer                                                                                        |  |
| Willy Schweighöfer                  | deutscher Kulturschaffender                                                                                  |  |
| Friedrich Schwend                   | deutscher SS-Sturmbannführer und Vertriebsleiter der Aktion Bernhard                                         |  |
| Montserrat Señaba                   | äquatorialguineische Pädagogin und Politikerin                                                               |  |
| Franz Sikora                        | deutscher Zeichner, Maler und Grafiker                                                                       |  |
| August Sillem                       | deutscher Richter am Bundesfinanzhof                                                                         |  |
| René Smet                           | belgischer Ruderer                                                                                           |  |
| Karl Gustav Specht                  | deutscher Soziologe                                                                                          |  |
| Ferdinand Spindel                   | deutscher Maler, Bildhauer und Objektkünstler                                                                |  |
| Tom Stobart                         | englischer Bergsteiger, Kameramann, Regisseur, Autor und Experte für Kräuter und Gewürze                     |  |
| Erwin Strohbusch                    | deutscher Schiffbauingenieur und Professor für Schiffbau                                                     |  |
| Karin Thimm                         | deutsche Journalistin                                                                                        |  |
| Willi Veit                          | deutscher Bildhauer                                                                                          |  |
| Martin Vollert                      | deutscher Versicherungsmanager                                                                               |  |
| Hans Voss                           | deutscher Kunsthistoriker, Rektor der HfG Offenbach                                                          |  |
| Hans D. Voss                        | deutscher Künstler                                                                                           |  |
| Hermann Wahl                        | deutscher Architekt und Stadtplaner                                                                          |  |
| Rudolf Wehner                       | deutscher Parteifunktionär                                                                                   |  |
| August Hansen Werner                | deutscher Parteifunktionär                                                                                   |  |
| John Westphal                       | deutscher Polizeibeamter                                                                                     |  |
| Olle Wikén                          | schwedischer Skispringer                                                                                     |  |
| Anton Wolff                         | deutscher Grafiker und Hochschullehrer                                                                       |  |
| Hasso Heinrich Wollheim             | deutscher Chirurg                                                                                            |  |
| Jonas Žilevičius                    | litauischer Elektroingenieur und Politiker                                                                   |  |